# Girolamo Campagna
Girolamo Campagna, né à Vérone en 1549 et mort à Venise avant le 18 juin 1625, est un sculpteur italien, actif en Vénétie.

## Biographie
Fils d'un artisan fourreur de Vérone, Campagna est l'élève du sculpteur et architecte Danese Cattaneo, et a été son collaborateur jusqu'à la mort de Cattaneo à l'automne 1572 ; ce dernier laisse par testament « tutti li mie giessi et disegni » à Campagna, qui hérite ainsi d'une collection de modèles, que Cattaneo tenait lui-même de Jacopo Sansovino, ayant hérité du matériel de l'atelier du sculpteur.
Campagna a travaillé sous la direction de Cattaneo pour la réalisation de l'autel Fregoso à l'église Sant'Anastasia de Vérone et pour le monument funéraire du doge Leonardo Loredan dans la basilique San Zanipolo à Venise, pour lequel il a exécuté la statue du doge.
Girolamo Campagna domine la production de sculptures à Venise dans les dernières décennies du XVIe siècle et au début du XVIIe siècle, particulièrement pour la statuaire religieuse ; il remporte les commandes les plus importantes de son époque et dirige un atelier de première importance ; c'est un artiste prolifique qui, avec les maîtres (dont son frère Giuseppe Campagna, qui meurt en 1626), apprentis et élèves de son atelier, a rempli les églises de Venise, ainsi que celles de Vérone et de Padoue, d'autels, de monuments funéraires et de statues. À partir de 1590, il commence à créer des sculptures en bronze.
Son art est influencé par Sansovino et Palladio, mais présente des caractères déjà baroques.
Il meurt avant le 18 juin 1625, date d'une lettre de l'architecte Tommaso Contin adressée à la Scuola Grande de San Rocco où il parle de « quondam Domino Geronimo Campagna ».

## Œuvre
Il a réalisé entre autres : 
- le maître-autel de la basilique San Giorgio Maggiore à Venise, avec le groupe en bronze représentant les quatre évangélistes soutenant le globe terrestre, sur lequel se dresse Dieu le Père bénissant[4] ; un modèle du groupe est conservé au musée des Beaux-Arts de Boston[5] ;
- les monuments funéraires de Sperone Speroni et de sa fille Giulia Speroni dans la cathédrale de Padoue, dans l'atrium de la porte de presbytère, 1588 ;
- quatre statues en stuc pour le chœur de l'église San Sebastiano de Venise en 1582 : la Vierge et l'ange de l'Annonciation, la Sibylle de Cumes et la sibylle d'Erythrée[1] ;
- l'un des deux géants à l'entrée de la Zecca de Venise en 1591 (l'autre est de Tiziano Aspetti, élève de Campagna) ;
- la statue de sainte Justine au-dessus de la Porte terrestre de l'Arsenal de Venise, 1578 ;
- le monument à la mémoire du doge Marcantonio Trevisan à l'église San Francesco della Vigna à Venise ; la conception et les sculptures du maître autel lui sont attribuées ;
- un ange de bronze sur la balustrade du chœur de l'église Santa Maria dei Carmini à Venise ;
- un buste pour la tombe de son ami, le peintre Francesco Bassano, mort en 1592, conservé au Museo Civico de Bassano del Grappa[1] ;
- les bustes d'Andrea Dolfin, procurateur de Saint-Marc, et de son épouse Benedetta Pisani Dolfin, sur un autel de l'église San Salvador à Venise ;

- le monument funéraire du doge Pasqual Cicogna, au début des années 1600, dans l'église Santa Maria Assunta à Venise ;
- deux statues en marbre, saint François et sainte Claire, dans l'église Santa Maria dei Miracoli à Venise ;
- une Pietà dans l' église de San Zulian à Venise ; un dessin préparatoire est conservé au Musée Ingres à Montauban, issu d'une documentation rassemblée par Ingres[6] ;
- deux statues en bronze de l'Annonciation pour le Palazzo del Consiglio à Vérone, conservées aujourd'hui dans le musée de Castelvecchio ;
- deux statuettes en bronze représentant saint Agnès et Antoine de Padoue pour les bénitiers de la basilique Santa Maria Gloriosa dei Frari à Venise, 1593[7],[1].

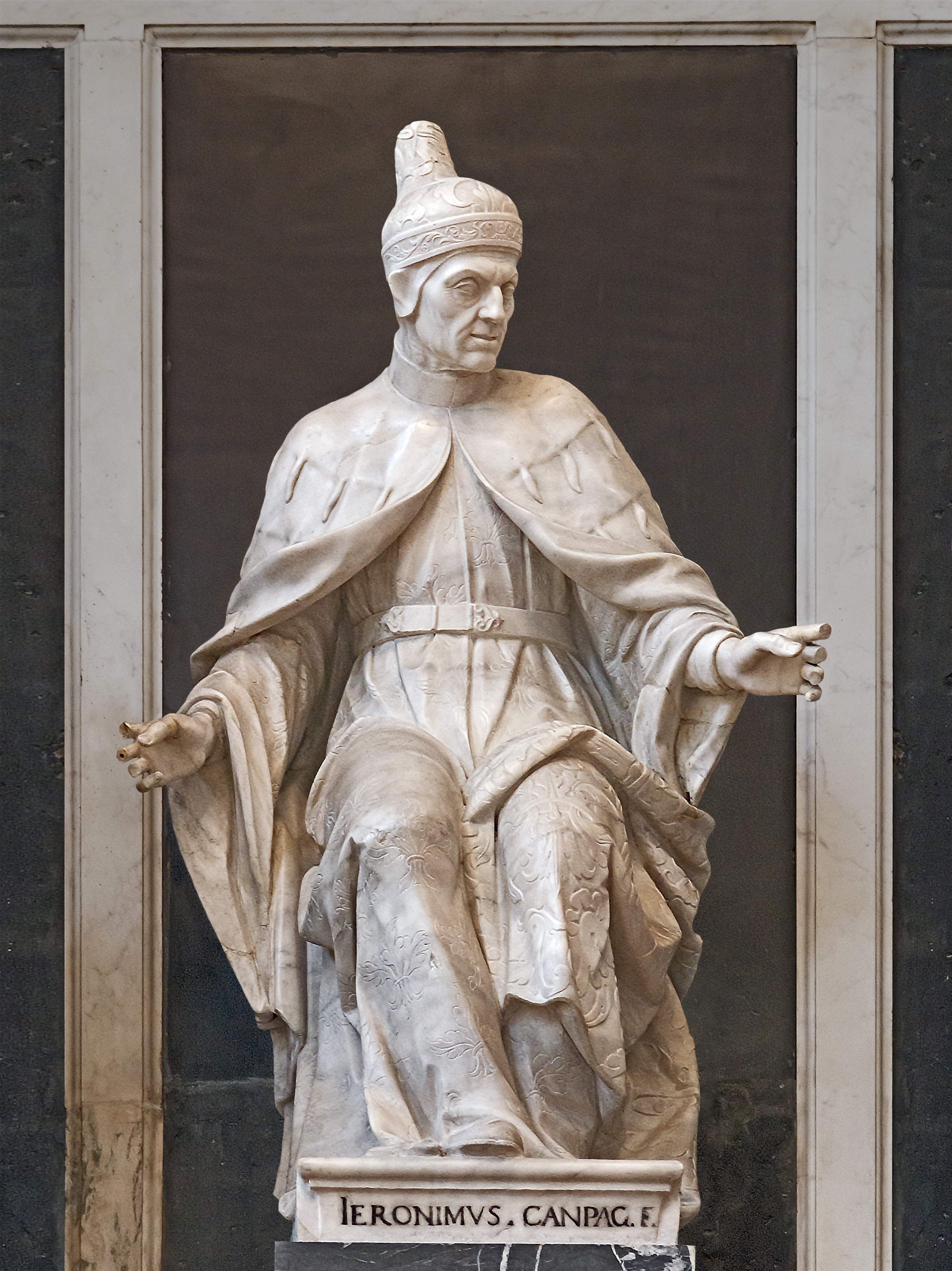
Le doge Leonardo Loredan, détail du monument funéraire à la Basilique San Zanipolo de Venise
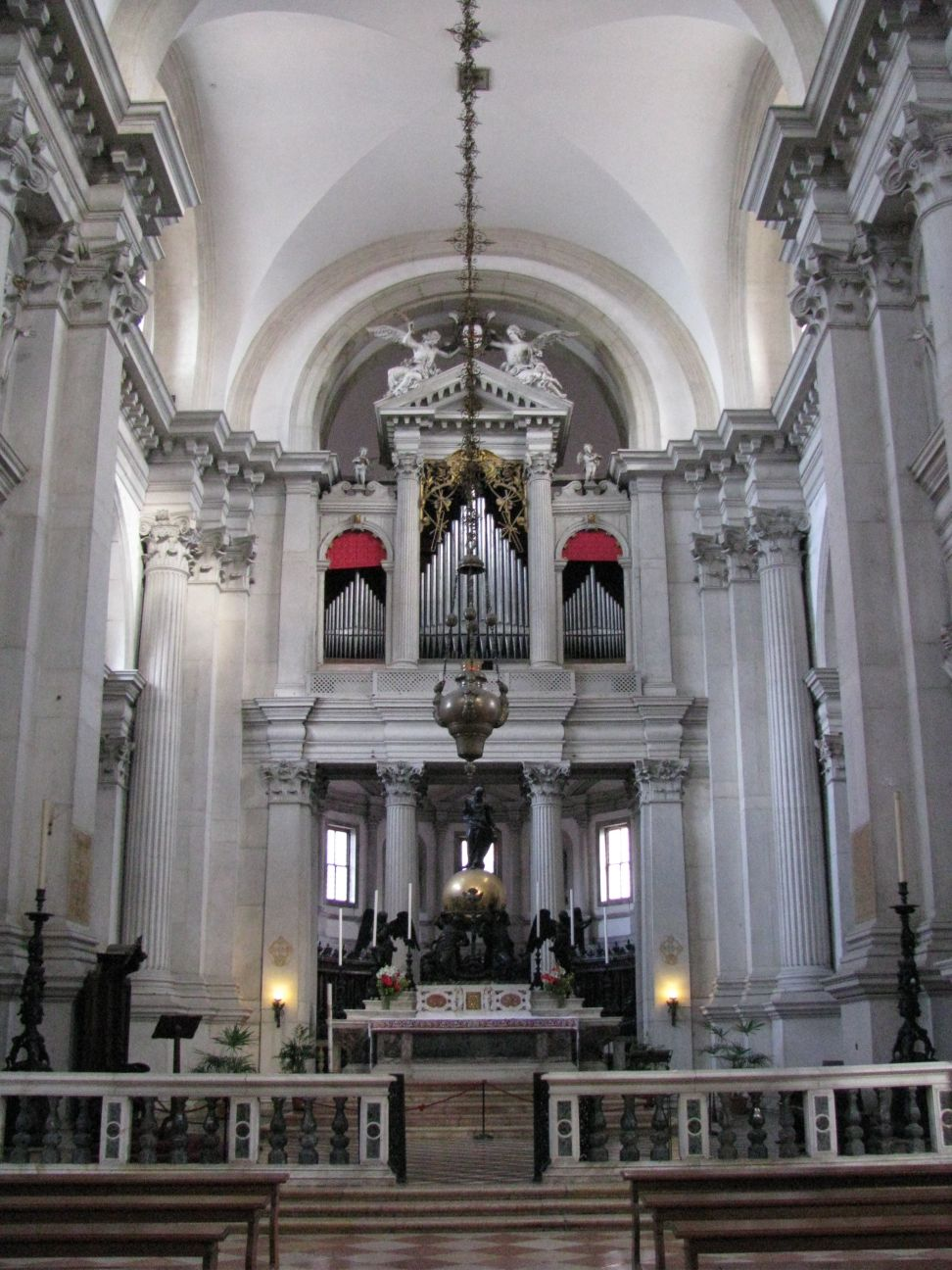
Maître-autel de San Giorgio Maggiore
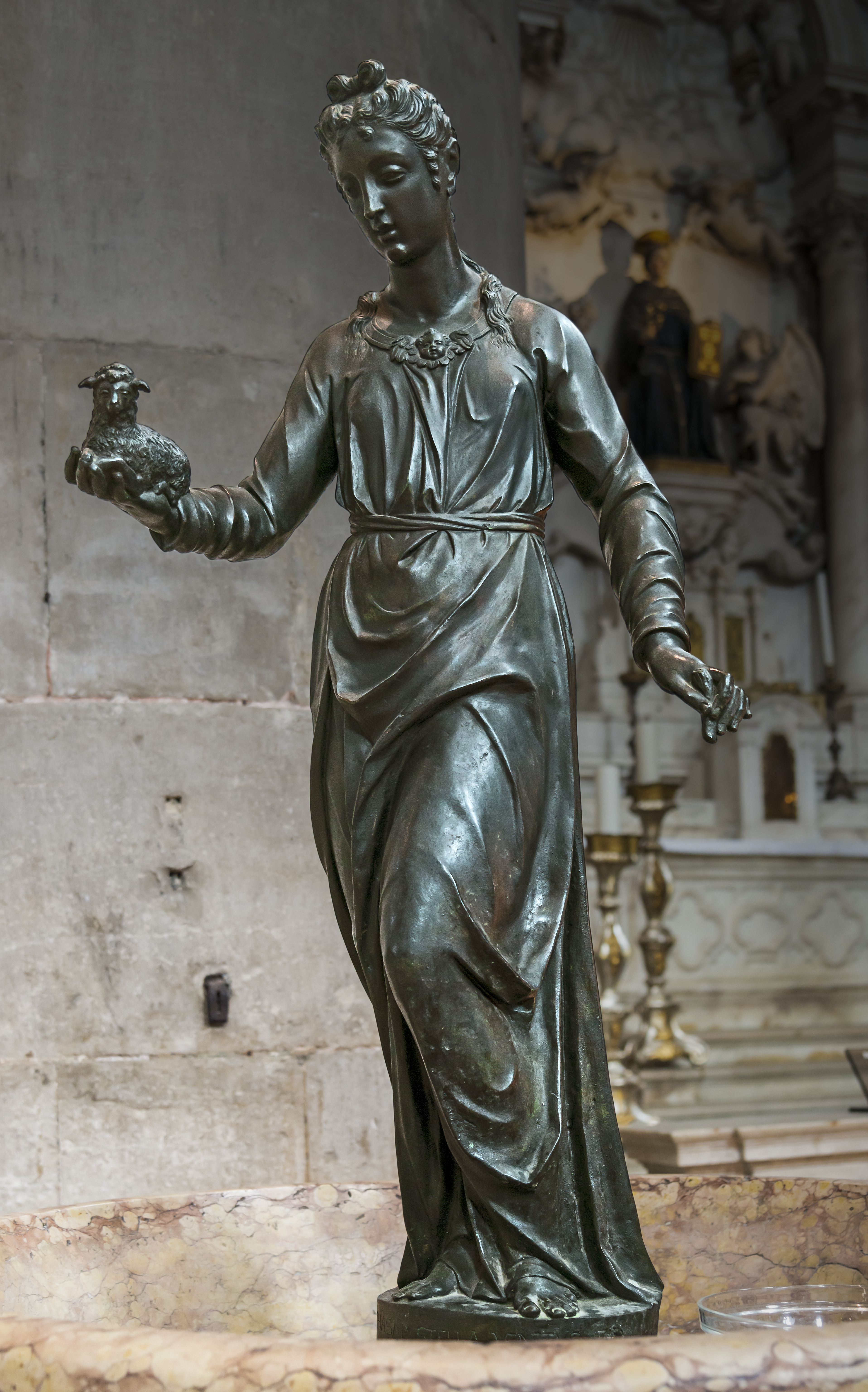
Statuette de sainte Agnès en bronze, basilique Santa Maria Gloriosa dei Frari, 1593
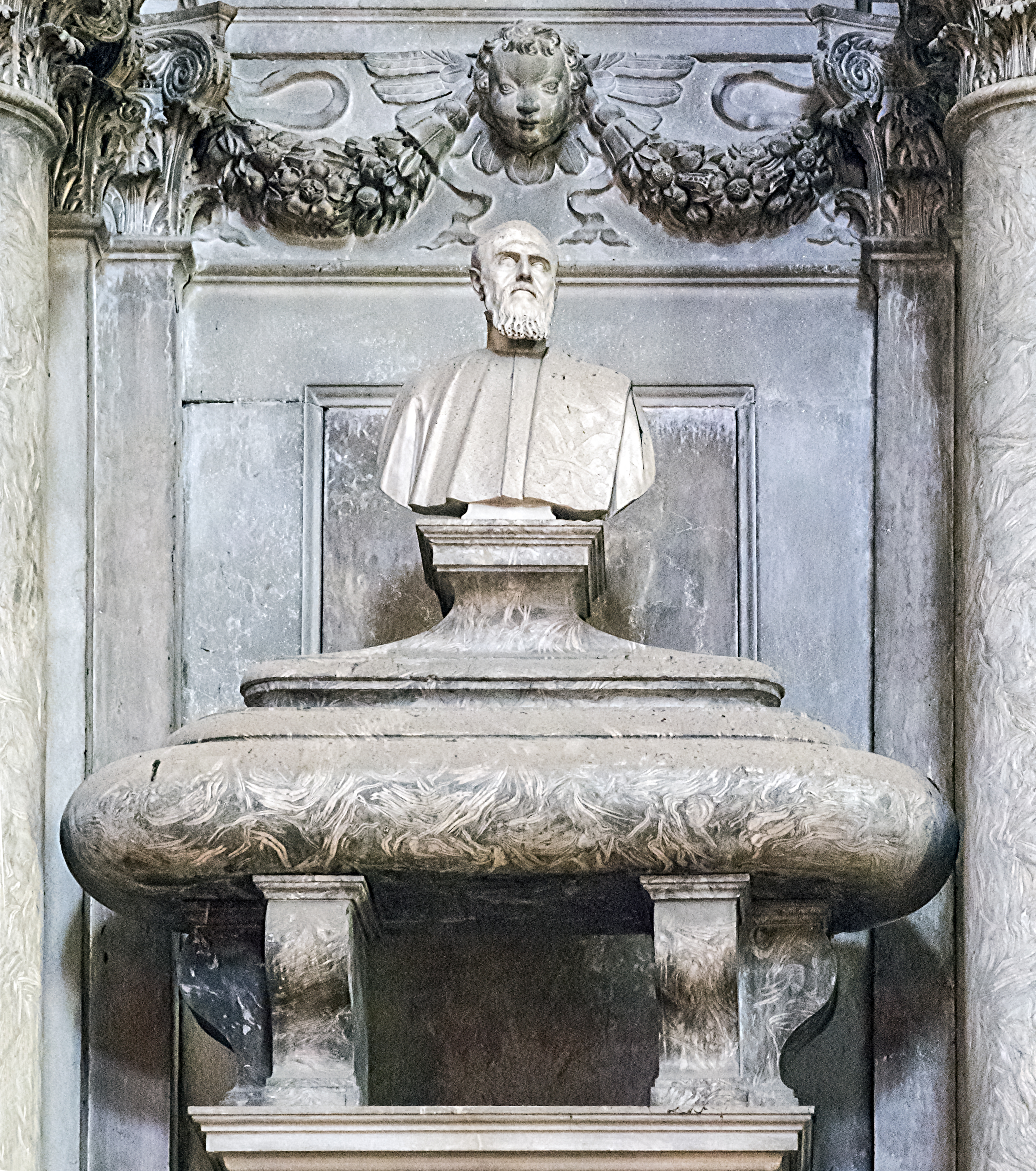
Buste d'Andrea Dolfin Église San Salvador
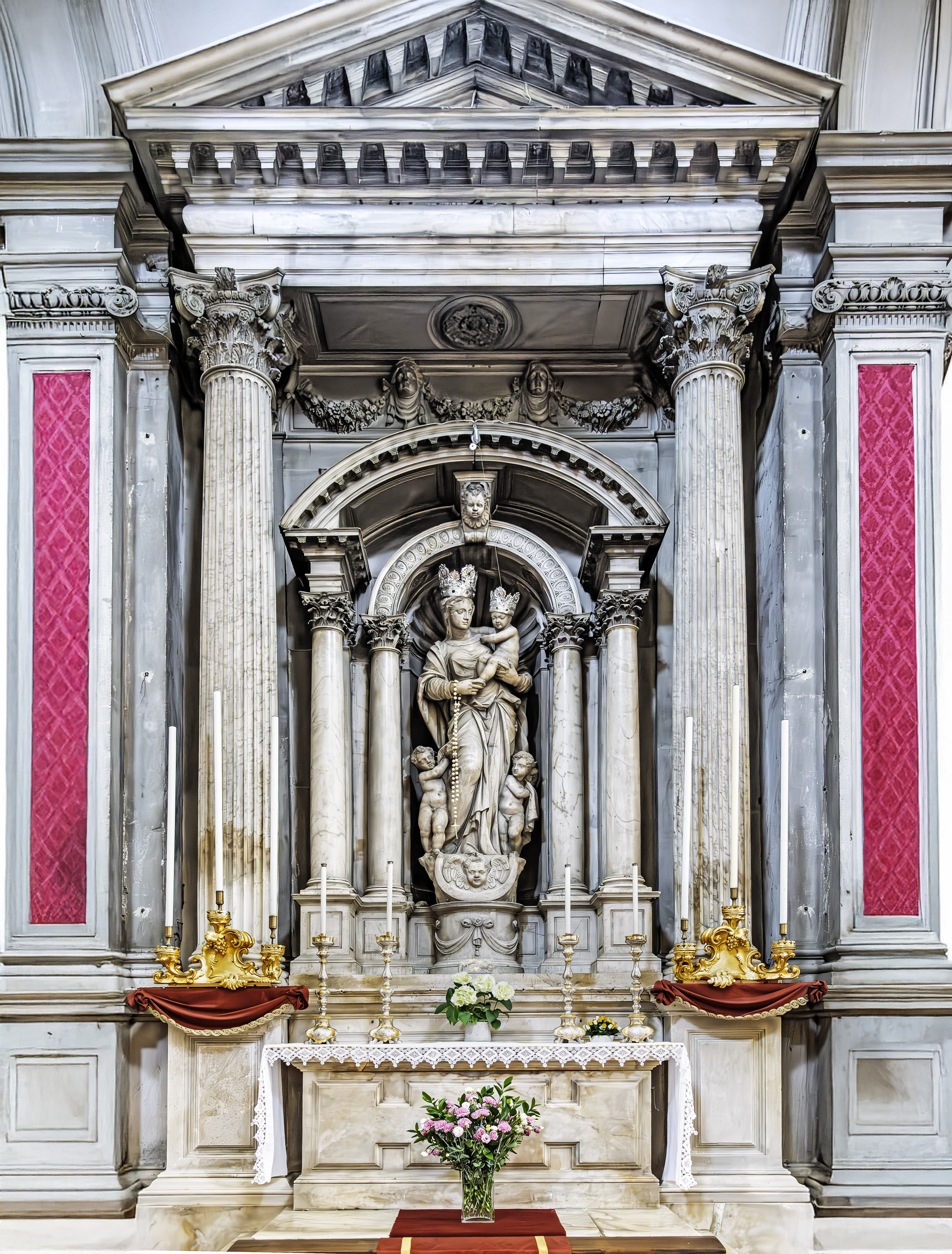
Autel de la Vierge à l'enfant Église San Salvador
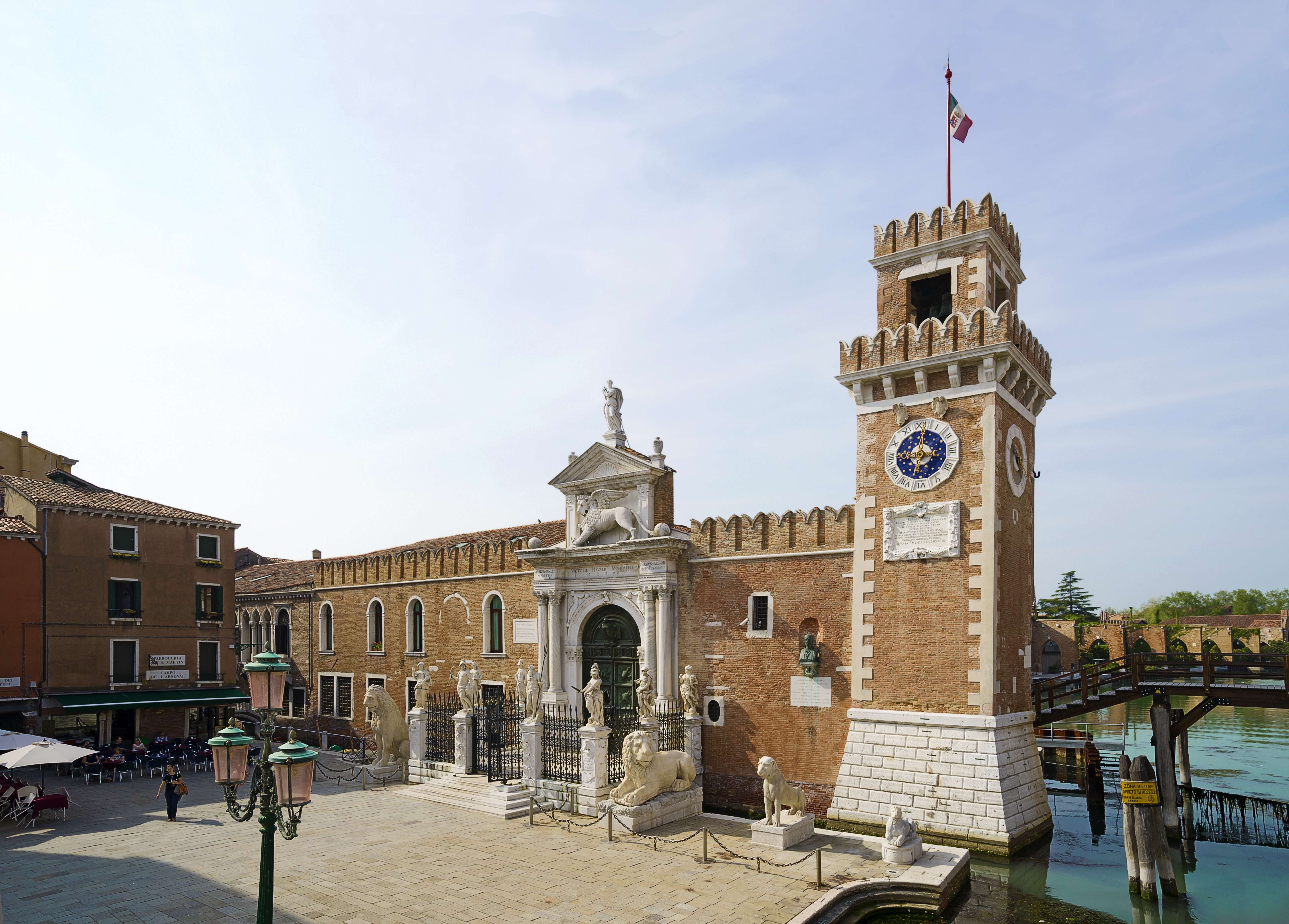
Porte terrestre de l'arsenal de Venise, avec la statue de sainte Justine.
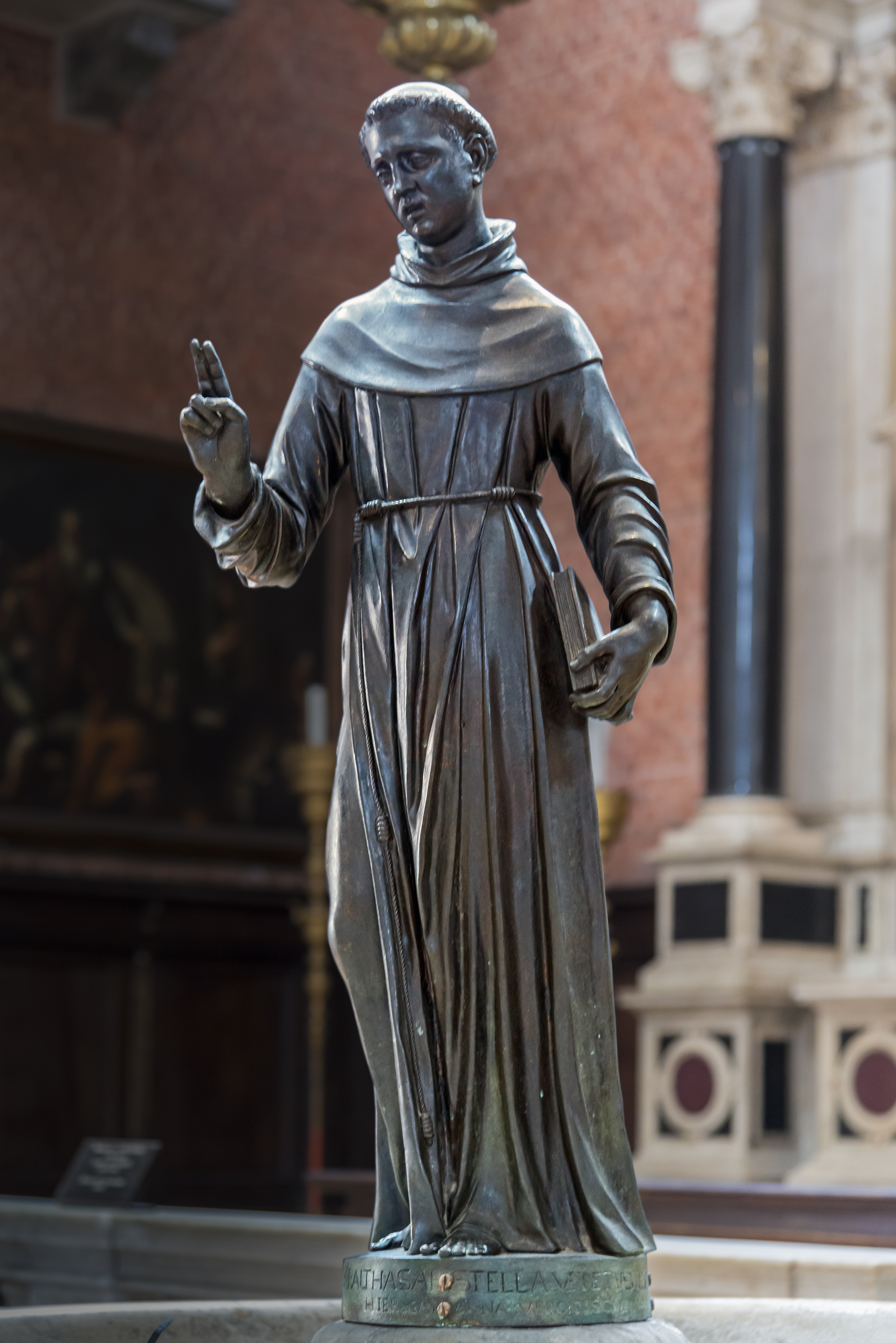
Saint Antoine de Padoue, statuette en bronze, basilique Santa Maria Gloriosa dei Frari, 1593.
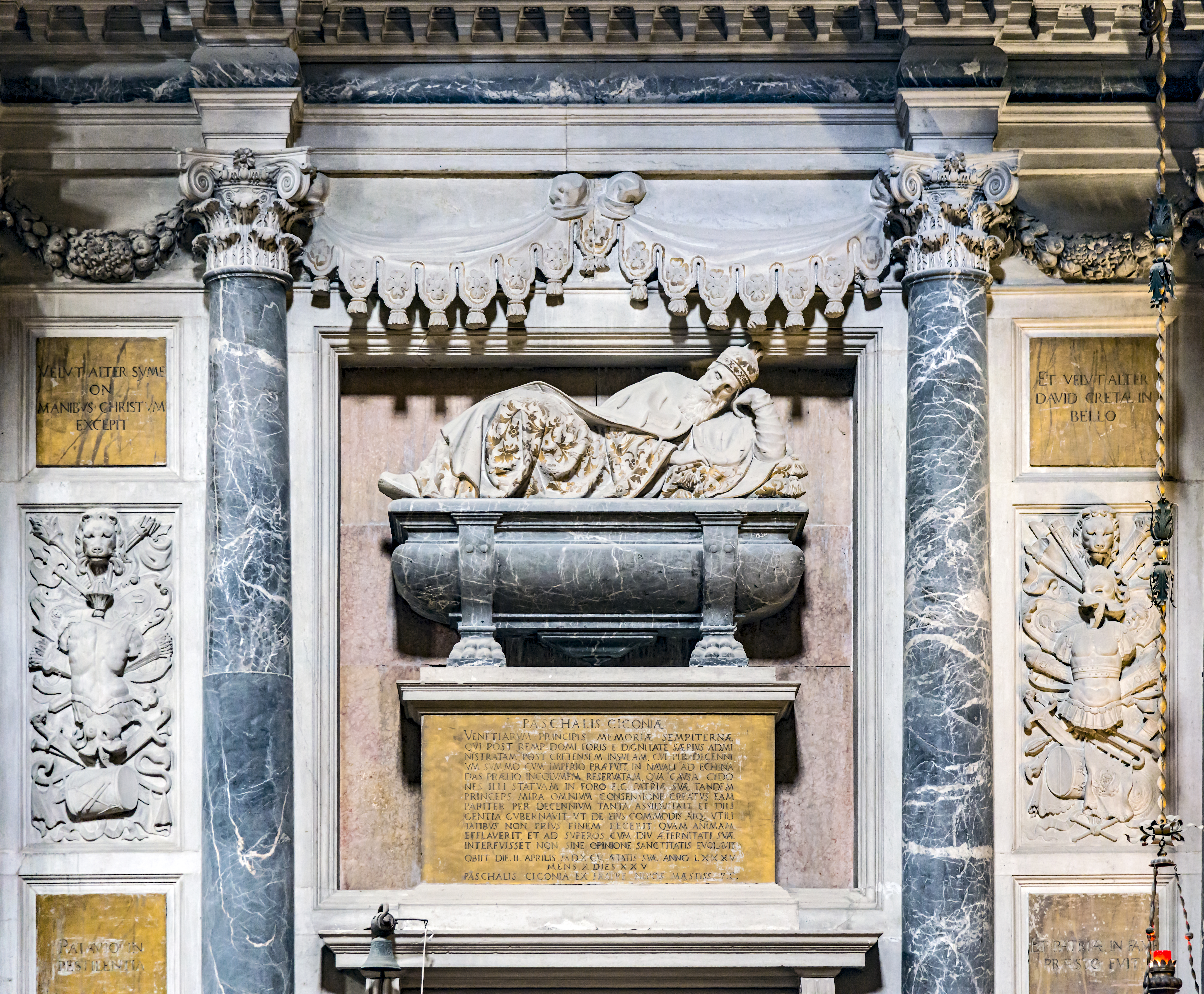
Monument funéraire du doge Pasqual Cicogna - Église Santa Maria Assunta de Venise.
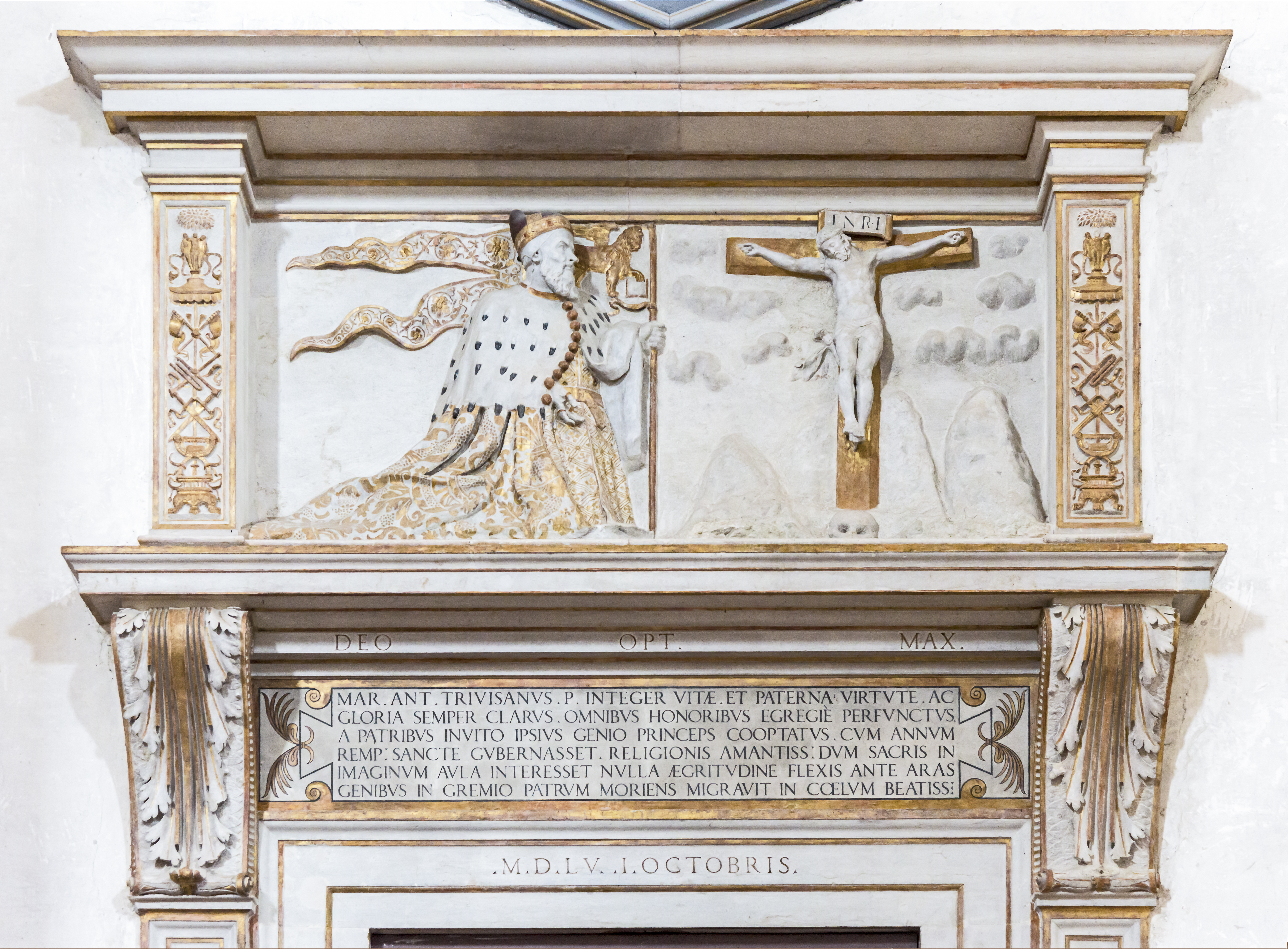
Monument funéraire de Marcantonio Trevisan Église Saint-François-de-la-Vigne de Venise.
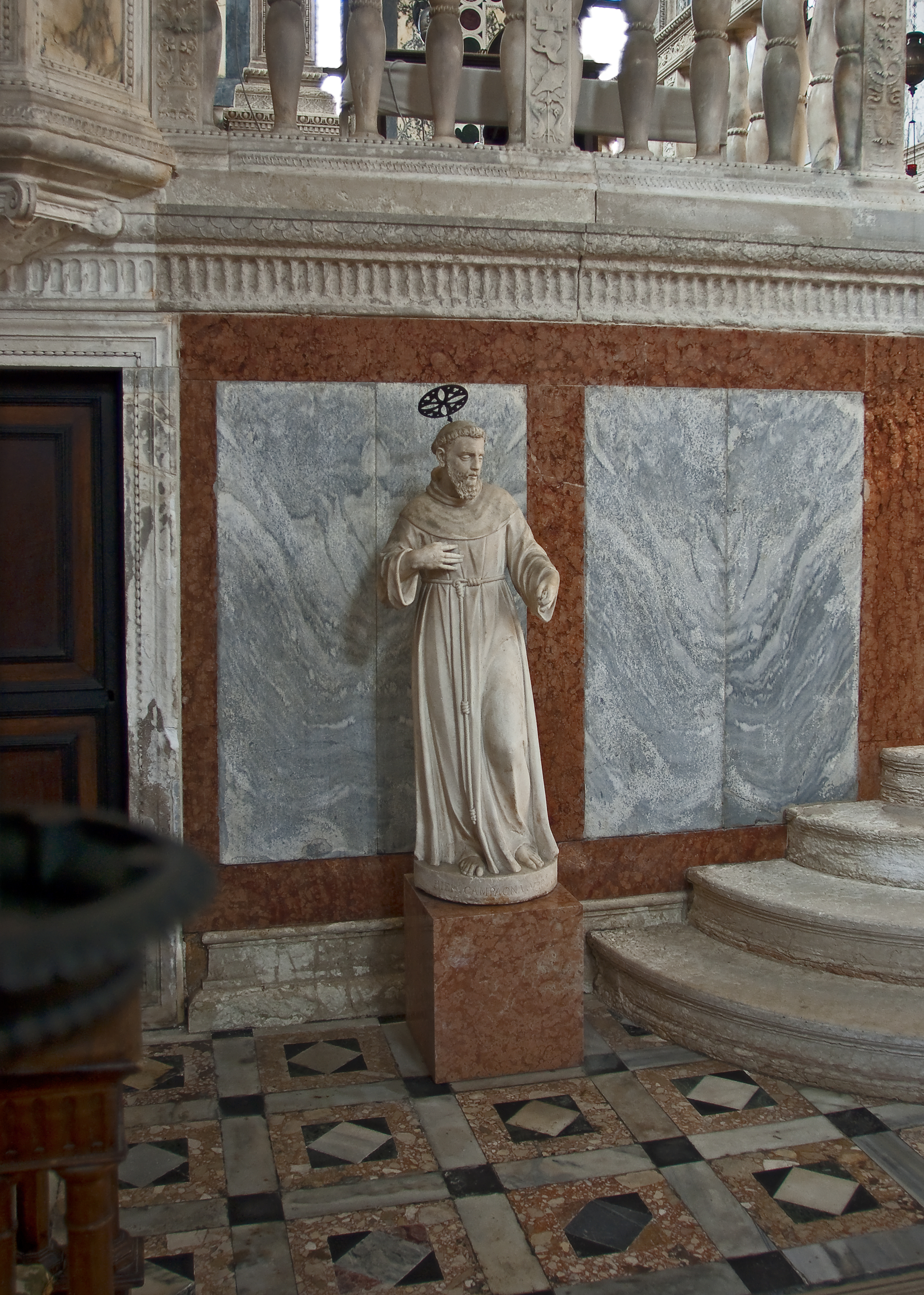
Saint François, église Santa Maria dei Miracoli.
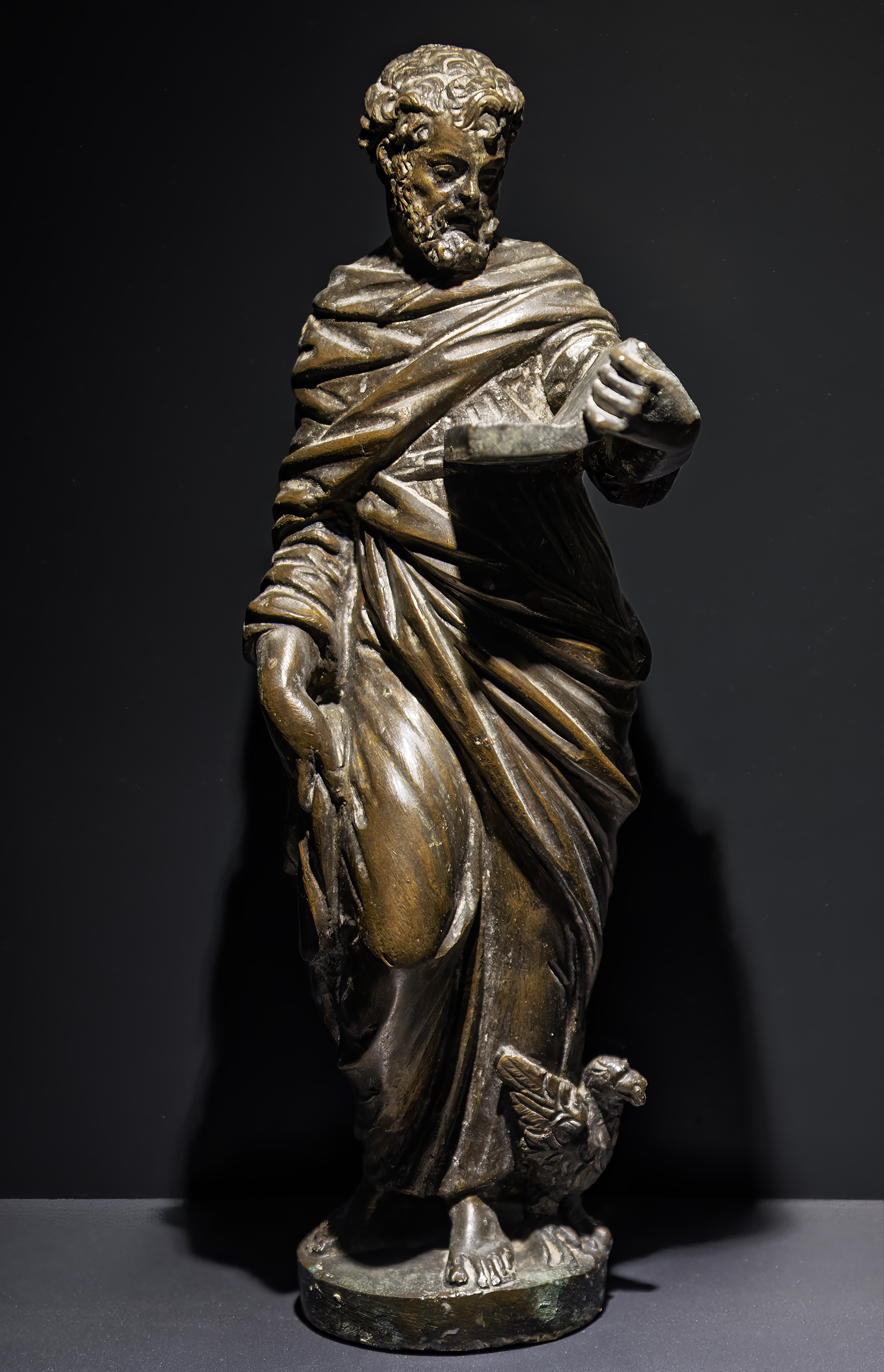
Saint Jean l'Évangéliste Museo civico di Santa Caterina à Trévise.